# Egzarchat apostolski Wenezueli (syryjski)
Egzarchat Apostolski Wenezueli (łac. Dominae Nostrae Assumptionis Maracayensis Syrorum) – egzarchat Kościoła syryjskiego w Wenezueli. Jest podległy bezpośrednio Stolicy Apostolskiej. Został erygowany 22 czerwca 2001 roku przez papieża Jana Pawła II na mocy konstytucji apostolskiej Ecclesiales communitates. 

## Ordynariusze
- Denys Antoine Chahda (2001)
- Iwannis Louis Awad (2003-2011)
- Timoteo Hikmat Beylouni (od 2011)